# Едуардо Варгас
Едуардо Хесус Варгас Рохас (шп. Eduardo Jesús Vargas Rojas; 20. новембар 1989) је чилеански фудбалер који тренутно игра за Атлетико Минеиро и за Фудбалску репрезентацију Чилеа. Игра на позицији нападача.
Професионалну каријеру је започео 2006.